# Michaela Nosková
Michaela Nosková (* 21. února 1983 Brno) je česká sólová a muzikálová zpěvačka a finalistka pěvecké soutěže Česko hledá SuperStar.

## Životopis
Narodila se v roce 1983 v Brně.
Účinkovala v mnoha českých i světových muzikálech a operetách, kde ztvárnila především hlavní role. Např. Evita (Evita), Josefa jeho úžasný pestrobarevný plášť ( vypravěčka), Ples upírů (Magda), Mamma Mia (Tanya) či Bídníci ( Fantina). Za muzikál Sněhová královna a operetu Veselá vdova získala nominace na cenu Thalie za mimořádný jevištní výkon v oboru opereta, muzikál.
V roce 2014 odletěla studovat do New Yorku na prestižní New York Film Academy, obor muzikálové herectví. Dále se ve zpěvu vzdělávala v Londýně u hlasové poradkyně Mary Hammond. V Londýně také nějakou dobu žila a vystupovala v Covent Garden.
V roce 2011 na festivalu Vostok bazar na Krymu, který sledovali diváci ze 17 zemí Evropy, získala 2. místo.
V roce 2012 se umístila na 1. místě v pěvecké soutěži Baltic SuperStar na hudebním festivalu v Petrohradu s písní „Žádná láska není stejná”. Poté vystupovala na koncertech v Uzbekistánu a Tádžikistánu, které byly součástí její výhry.
V roce 2015 také absolvovala úspěšné koncertní turné po České republice s Alexandrovci. S těmi také později vystupovala mimo ČR jako jejich speciální host.

## Osobní život
V červenci 2010 se provdala na zámku v Náchodě za Jana Horsáka. Šaty jí navrhovala slovenská návrhářka Zuzana Bottková. Za svědka jim šel David Novotný, který je pořadatel soutěže Muže roku a organizátor charitativních akcí a který je oba seznámil. Dne 16. září 2010 se jim narodila dcera Eliška. Manžel byl s dcerou na rodičovské dovolené. V roce 2013 se rozvedli.